# Diplazium nagamanum
Diplazium nagamanum là một loài dương xỉ trong họ Athyriaceae. Loài này được Makino mô tả khoa học đầu tiên năm 1899.
Danh pháp khoa học của loài này chưa được làm sáng tỏ. 